# Nyctunguis heathii
Nyctunguis heathii är en mångfotingart som först beskrevs av Chamberlin 1909.  Nyctunguis heathii ingår i släktet Nyctunguis och familjen småjordkrypare. Inga underarter finns listade i Catalogue of Life.